# Euragallia magnificentia
Euragallia magnificentia är en insektsart som beskrevs av Nielson och Carolina Godoy 1995. Euragallia magnificentia ingår i släktet Euragallia och familjen dvärgstritar. Inga underarter finns listade i Catalogue of Life.